# Willeke Knol
Willeke Knol (Hasselt, 10 april 1991) is een Nederlands voormalig wielrenster. Ze reed tussen 2013 en 2017 achtereenvolgens voor Argos-Shimano (en diens opvolgers Giant-Shimano en Liv-Plantur), het Belgische Lotto Soudal Ladies en het Amerikaanse Cylance Pro Cycling.

## Loopbaan
Knol werd in 2013 prof bij Argos-Shimano, nadat ze eerder op clubniveau had gekoerst. In datzelfde jaar nam ze deel aan het Europees kampioenschap op de weg, waar ze eindigde op plek 23. Het seizoen 2015 begon Knol in de Ronde van Qatar, waarin zij haar ploeggenote bij Liv-Plantur, Amy Pieters, naar een negende plaats in het klassement hielp. In 2016 werd ze met haar ploeg Lotto Soudal Ladies tweede in de ploegentijdrit van de Giro del Trentino Alto Adige-Südtirol en hielp ze haar ploeggenote Claudia Lichtenberg naar de tweede plek in het eindklassement. In 2017 werd ze (sinds 2014) herenigd met Kirsten Wild bij de Amerikaanse ploeg Cylance Pro Cycling. In september 2017 maakte ze bekend te stoppen als profwielrenner.

## Ploegen
- 2013 -  Argos-Shimano
- 2014 -  Giant-Shimano
- 2015 -  Liv-Plantur
- 2016 -  Lotto Soudal Ladies
- 2017 -  Cylance Pro Cycling

Becker · Busser · Garner · Gebhardt · Johrend · Knol · Mackaij · Markus · Pieters · Tromp · Wild
De Vries · Garner · Knol · Lichtenberg · Mackaij · Mustonen · Pieters · Polspoel · Soek · Stijns · Wild
Garner · Knol · Lichtenberg · Mackaij · Mustonen · Pieters · Polspoel · Soek · Stijns · Stultiens · Weaver
Beckers · Daams · Decroix · De Vuyst · Delzenne · Hoffmann · Kachelhoffer · Knol · Kopecky · Lichtenberg · Rijff · Vanhoutte · Vekemans · Zorzi
Barbieri · Doebel-Hickok · Gutiérrez · Jasińska · Keough · King · Knol · Numainville · Ratto · Tagliaferro · Tetrick · Wild · Zaveta